# Бродская, Кристина Давидовна
Кристина Давидовна Бродская (род. 28 декабря 1990 года, Владивосток) ― российская актриса театра, кино и телевидения.

## Ранние годы
Кристина Бродская родилась во Владивостоке 28 декабря 1990 года в театральной семье. Ее родители — Илона и Давид Бродские учились в Дальневосточном институте искусств и долгое время выступали в Омском академическом драмтеатре. У нее есть также младший брат, Александр (2003 г.р.). В 2013 году закончила Российский государственный институт сценических искусств (мастерская Семена Спивака).

## Карьера
В 2011 году Бродская дебютировала на экране в роли медсестры Кати в сериале «Дорогой мой человек». В том же году она получила главную роль Лии в украинском ремейке израильского телесериала «Сплит». Затем последовали роли в таких сериалах, как «Шеф», «Подземный переход», «Разведчицы», «Розыскник».
Наибольшую известность ей принес сериал «Татьянина ночь» (реж. Виктор Бутурлин), вышедший в 2014 году. Ее роль — Таня Голубева, девушка из интеллигентной семьи. Действие происходит в СССР в 80-х годах. Студентку МГУ вербует против ее воли КГБ. В нее влюбляется майор этой организации Юрий Рогов. Девушке предстоят трудные испытания.
В 2015 году выходит мелодрама «Рожденная звездой», в которой актриса сыграла с Игорем Петренко, своим мужем. Ее героиней стала Ирина Туманова, история любви которой показана на фоне музыки 50-х-60-х. В этой картине Бродская проявила и свои вокальные данные, спев музыкальную композицию «Дождь на Неве».
В 2016 году также начаты съемки «Посредника», научно-фантастического сериала о событиях в российской глубинке, которую посетили представители иных цивилизаций. Героиня Бродской Стася — одна из ключевых фигур сериала. После небольшого перерыва, связанного с рождением второго ребенка, в 2018-м актриса начала сниматься в мистической драме «Рубеж». В 2021 году вышли два сериала с участием Бродской, «Союз Спасения. Время гнева» и «Баренцево море».

## Личная жизнь
С 2011 по 2014 состояла в отношениях с актером Артемом Крыловым. В 2014 году Бродская начала встречаться с актером Игорем Петренко. 19 сентября 2016 года они поженились. У пары три дочери — София-Каролина, Мария и Ева.

## Фильмография
| Год  |   | Название                   | Роль                       |
| ---- | - | -------------------------- | -------------------------- |
| 2011 | с | Дорогой мой человек        | медсестра Катя             |
| 2011 | с | Ментовские войны           | Даша                       |
| 2011 | с | Сплит                      | Лия                        |
| 2011 | с | Дело чести                 | Кристина                   |
| 2011 | с | Сибиряк                    | Оператор АЗС               |
| 2012 | с | Шеф                        | младший лейтенант Синицина |
| 2012 | с | Подземный переход          | Настя                      |
| 2013 | с | Майор полиции              | Имя персонажа не указано   |
| 2013 | с | Разведчицы                 | разведчица Федотова        |
| 2013 | с | Розыскник                  | Ирина Попова               |
| 2014 | ф | Душа шпиона                | Имя персонажа не указано   |
| 2014 | с | Григорий Р.                | княгиня Долгоркова         |
| 2014 | с | Татьянина ночь             | Татьяна                    |
| 2014 | с | Луна                       | Соня Горенко               |
| 2015 | с | Слава                      | Вика, девушка Павлика      |
| 2015 | с | Рожденная звездой          | Ирина Туманова             |
| 2016 | с | Сценарий                   | Имя персонажа не указано   |
| 2017 | с | Рубеж                      | Елизавета Тихонова         |
| 2017 | с | Посредник                  | Стася                      |
| 2018 | ф | Пилигрим                   | аналитик                   |
| 2018 | с | Годунов                    | Имя персонажа не указано   |
| 2018 | ф | Забытое преступление       | Ксения, жена Николая       |
| 2019 | с | Годунов. Продолжение       | Елена                      |
| 2021 | с | Союз Спасения. Время гнева | Имя персонажа не указано   |
| 2021 | с | Баренцево море             | Линда Рова                 |